# Kernel-based Virtual Machine
Die Kernel-based Virtual Machine (KVM; deutsch „Betriebssystem-Kern-basierte virtuelle Maschine“) ist eine Infrastruktur des Linux-Kernels zur Virtualisierung, die auf mit den Hardware-Virtualisierungstechniken von Intel (VT) oder AMD (AMD-V) ausgestatteten x86-Prozessoren sowie auf der System-z-Architektur lauffähig ist. KVM wurde im Oktober 2006 veröffentlicht und ist ab Version 2.6.20 des Linux-Kernels in diesem enthalten. Es wurde unter der Federführung von Avi Kivity bei dem israelischen Unternehmen Qumranet entwickelt. Qumranet wurde im September 2008 von Red Hat gekauft. Es existieren auch Portierungen von KVM nach FreeBSD und illumos in Form von Kernelmodulen.

Überblick

KVM wurde zunächst für die x86-Plattform entwickelt und besteht für diese aus dem Kernel-Modul kvm.ko sowie aus den hardwarespezifischen Modulen kvm-intel.ko (für Intel-Prozessoren) oder kvm-amd.ko (für AMD-Prozessoren). Inzwischen gibt es KVM auch für weitere Plattformen wie PowerPC, System z und Arm. KVM selbst nimmt keine Emulation vor, sondern stellt nur die Infrastruktur dazu bereit; QEMU ist derzeit die einzige Möglichkeit, diese zu nutzen. Dazu stellt QEMU für virtualisierte Gastsysteme die notwendigen Geräte wie Festplatten, Netzwerk-, Sound- und Grafikkarten zur Verfügung. Nach dem Laden des Moduls arbeitet der Linux-Kernel selbst als Hypervisor für virtuelle Maschinen. Als Gastsysteme unterstützt KVM Linux (32 und 64 Bit), Windows (32 und 64 Bit), Haiku, AROS, ReactOS, FreeDOS, Solaris und diverse BSD-Derivate. KVM läuft auch auf SMP-Hostsystemen, SMP-Gastsysteme sind ebenfalls möglich. Die Unterstützung für Paravirtualisierung ist mittlerweile in KVM vorhanden und wird unter Linux mittels der Paravirtualisierungsschnittstelle Virtio (seit Kernel 2.6.25 im Kernel enthalten) für Festplatten- und Netzwerkgerätetreiber zur Verfügung gestellt. Für Windows existieren ebenfalls paravirtualisierte Gerätetreiber. Vorteile sind ein geringerer Overhead sowie erhöhte Performance, da das Gastsystem „weiß“, dass es auf virtualisierter Hardware läuft und mit dem Hypervisor zusammenarbeitet. Seit Kernel 3.1 unterstützt KVM nested Virtualization auf Intel-CPUs. Für AMD-CPUs ist dies bereits ab Version 2.6.30 verfügbar. Nested Virtualization ermöglicht es Hostsystemen, die Virtualisierungsunterstützung der CPU für die Gastsysteme verfügbar zu machen, welche so ihrerseits „Unter“-Gäste virtualisieren können.

## Bestandteile
Die Bestandteile von KVM sind Open-Source-Software und stehen unter verschiedenen Varianten der GPL-Lizenz zur Verfügung:
- KVM-Kernel-Modul: GPL v2
- KVM-Benutzer-Modul: LGPL v2
- QEMU Systememulation (für x86: PC-Emulator): GPL v2
- Linux-Usermode von QEMU: GPL v2
- BIOS-Dateien (bios.bin, vgabios.bin und vgabios-cirrus.bin): LGPL v2 oder neuer

## Bedeutung
Im Mai 2011 gründeten BMC Software, Eucalyptus Systems, HP, IBM, Intel, Red Hat und SUSE die Open Virtualization Alliance (OVA), um KVM für Virtualisierung und cloudbasierte Lösungen auf dem Markt zu etablieren. Dieser Organisation, die 2016 nach Erreichen des Zieles aufgelöst wurde, gehörten über 200 Mitglieder aus der ganzen Welt an. Die großen Distributoren Ubuntu, Red Hat und SUSE Linux haben bei der präferierten Virtualisierungslösung schon seit einiger Zeit von Xen auf den Neuling KVM gewechselt.
KVM ist eine wesentliche Komponente der Cloud-Computing-Software OpenStack.
Neben kommerziellen Anbietern setzen auch öffentliche Anbieter wie beispielsweise die bwCloud der baden-württembergischen Hochschulen und Universitäten auf KVM.
2017 hat das Bundesamt für Sicherheit in der Informationstechnik eine Sicherheitsanalyse für KVM durchgeführt und dabei festgehalten, „dass die untersuchten Komponenten – allen voran KVM, QEMU und libvirt – dazu geeignet sind, eine technisch ausgereifte und sichere Virtualisierungsumgebung zu realisieren“.

## Verwaltungswerkzeuge

Kernel-based Virtual Machine wird von libvirt unterstützt

Für KVM sind mehrere Programme zur Steuerung möglich. So ist es möglich, virtuelle Maschinen mit Hilfe von Kommandozeilenprogrammen wie qemu/kvm oder virsh zu erstellen.
Angenehmer und übersichtlicher gelingt dies jedoch mit grafischen Frontends wie dem Virtual Machine Manager (VMM), AQemu oder dem UCS Virtual Machine Manager.
Weitere kostenlose Management Möglichkeiten für Heimanwender sind Cockpit sowie Kimchi, ein in HTML5 geschriebenes Verwaltungswerkzeug.
Cockpit kann um Cockpit-Machines und Cockpit-Podman erweitert werden, um KVM-Maschinen und Docker-Container zu verwalten.
Es existieren auch Lösungen, die das Management über Weboberflächen und somit das Verteilen einer virtuellen Infrastruktur in Firmen ermöglichen.
Als Lösungen für den Enterprise Bereich sind Nutanix und Proxmox VE, oVirt, Openstack vorhanden.
Das oVirt-Projekt und die darauf aufbauende kommerzielle Redhat Enterprise Virtualization
Die FOSS-Cloud, welche als reine Open-Source-Lösung zur Verfügung steht,
Die Open-Source-Virtualisierungslösung Proxmox VE dient als Managementplattform für KVM und LXC Container. Proxmox nutzt allerdings kein libvirt.
Es bestehen auch andere kommerzielle Lösungen für das Aufbauen virtueller Desktop- und Serverinfrastrukten wie beispielsweise VERDE von Virtual Bridges. Diese Lösungen sind jedoch bisher nicht sonderlich weit verbreitet.

## Besonderheiten
KVM ist eine Erweiterung von QEMU. QEMU ist formal ein Typ2-Hypervisor. Dies bedeutet, dass er im nicht privilegierten Ring 3 läuft. Hierzu besteht eine historische Debatte, ob KVM wirklich ein reiner Typ2-Hypervisor ist, da auch Teile in Ring 0 laufen, was für einen Typ1-Hypervisor spricht.
Laut Angaben von Red Hat ist KVM ein Typ 1 Hypervisor. Tatsächlich ist es wohl eine Hybride.